# Двама мъже и половина
„Двама мъже и половина“ (на английски: Two and a Half Men) е американски комедиен сериал с участието на Чарли Шийн, започнал излъчване през 2003 г. Основава се на отношенията между композитора на детски и рекламни песнички, страстен почитател на алкохола, милионер и женкар Чарли Харпър и неговия брат Алън, който след развода с жена си се премества да живее при него. Голямото текучество на жени през къщата, както и неспособността на разведения брат да комуникира с тях създават доста весели ситуации. Действието се разнообразява и от сина на Алън – Джейк, който е чест гост в дома на чичо си, както и от периодичното присъствие на майката на двамата братя. На 7 март 2011 г. Шийн е уволнен от сериала заради обидните си коментари по адрес на Чък Лори. От девети сезон до края на сериала Ащън Къчър замества Чарли Шийн и влиза в ролята на милиардера Уолдън Шмид, който купува къщата на Чарли. Първият епизод на новия сезон е излъчен в САЩ на 19 септември 2011 г. и е гледан от 28.74 милиона американци, в сравнение с първия епизод на миналия сезон, който е гледан от 14.6 милиона американци. Рейтингът на първия епизод от новия сезон е най-големият в историята на сериала. Дотогава най-гледан е бил 23-ти епизод на втория сезон от 16 май 2005 г., който е събрал 24.24 милиона души.
На 13 март 2014 г. CBS официално подновява сериала за 12 сезон и впоследствие е обявено, че той ще е последен. Той започва на 30 октомври 2014 г. и приключва на 19 февруари 2015 г. с 60-минутен финал.

## Главни герои
- Чарли Шийн (сезони 1–8) в ролята на Чарлс Франсис „Чарли“ Харпър (сезони 1 – 8) (озвучава се от Стефан Димитриев в първи сезон, а от Владимир Пенев от втори до осми), женкар, който никога не е бил женен (макар че веднъж за малко да се ожени в Лас Вегас за Мия (Емануел Вогиър)), той е композитор на рекламни песнички и песнички за деца, страстен почитател на алкохола и милионер. Чарли има голяма двуетажна къща на плажа в Малибу и Мерцедес в гаража. Той обича да се подиграва на брат си Алън, но в крайна сметка го обича по свой си начин. Той е точната противоположност на по-малкия си брат: спокоен, забавен и богат. Той обича племенника си Джейк и често му дава съвети (повечето от които неподходящи за неговата възраст), но двамата често си обменят и остри изречения. Тъй като Шийн е уволнен от сериала, Чарли Харпър бива убит от вманиачената по него Роуз (Мелани Лински) в началото на девети сезон.
- Джон Крайър (сезони 1–12) в ролята на Алън Джером Харпър (озвучава се от Илиян Пенев), разведеният брат на Чарли. Той е по професия физиотерапевт и е много по-съвестен от брат си, но няма никакъв късмет и Чарли често се шегува с него. След като съпругата му, Джудит, получава къщата след развода, той за постоянно остава при Чарли. Той по принцип е добра и учтива личност, но има слабост към жени, които се отнасят зле с него, което може би произлиза от лошите отношения между него и майка им. Той е най-практичният герой в шоуто, неговите скрупули и пестеливост са често в основата на много от шегите. Джон Крайър играе ролята на по-малкия с две години брат, но в действителност е с няколко месеца по-голям от Чарли Шийн.
- Ангъс Джоунс (сезони 1–10, 12) в ролята на Джейкъб Дейвид „Джейк“ Харпър (озвучава се от Албена Павлова в първи сезон, от Петя Миладинова от втори до шести, от Илиян Пенев в седми и от Мартин Герасков от осми до десети и дванадесети, е синът на Алън и Джудит. Той прекарва по-голямата част от свободното си време да играе видео игри, да яде, да гледа телевизия и да спи. Обича баща си и чичо си, но често е невъзпитан спрямо тях. Въпреки обичайно приетото вярване, Шийн, Крайър и Джоунс не пеят мелодийката от интрото на предаването; гласът на Джоунс всъщност е на певицата и актриса зад кадър Елизабет Дейли.
- Ащън Къчър (сезони 9 – 12) в ролята на Уолдън Шмид (озвучава се от Даниел Цочев). Милиардерът, който след развода си купува къщата на Чарли и приютява Алън. Има връзки с много жени, които са го зарязвали за това, че не могат да търпят Алън в къщата.
- Кончата Феръл (сезон 2–12; периодичен герой в сезон 1) в ролята на тяхната саркастична домашна помощница Бърта (озвучава се от Йорданка Илова в 4, 14, 18 и 20 епизод на първи сезон, от Албена Павлова в 10, 12, 23 и 24 епизод, а от Петя Миладинова от втори). Въпреки че маниерите на Бърта може да изглеждат груби, Алън и Чарли се отнасят към нея с много уважение. Тя има сестра на име Дейзи, изиграна от Камрин Манхайм, с която не се разбира добре. Има и много дъщери и внучки, за които твърди, че са „прости и лесни“, и понякога ги води с нея на работа. Например Прюдънс, която е изиграна от Мегън Фокс. Тя флиртува с Теди Леополд и няколко други мъже, които влизат в къщата. Присъства на много от семейните събирания на Харпър.
- Холанд Тейлър (сезони 1 – 12) в ролята на Евелин Харпър (озвучава се от Йорданка Илова), майката на Алън и Чарли и баба на Джейк. Работи като брокер. Синовете ѝ я представят често за дявол, но не могат да избегнат факта, че е тяхна майка и все пак я обичат.
- Мерин Хинкъл (сезони 1–12) в ролята на Джудит Харпър (озвучава се от Йорданка Илова), отмъстителната първа съпруга на Алън. Тя изглежда ненавижда Алън и използва всяка възможност да го унижи. Майка е на Джейк. На финала на 4 сезон се омъжва за педиатъра му – д-р Хърб Мелник (Райън Стайлс).
- Мелани Лински (сезон 1 – 10 и 12 – участва само в един епизод от 9 и 12 сезон и е периодичен герой в 10) в ролята на Роуз (озвучава се от Йорданка Илова), жената, с която Чарли е спал отдавна и от години го следи, докато не се жени за манекен. Чарли си мисли, че е съпругът ѝ е истински и осъзнава, че Роуз е жената на живота му. След това двамата заминават в Париж, където Чарли губи живота си. На финала на 12 сезон тя заявява, че той е жив.
- Ейприл Боулби (сезони 3, 4, 10 и 12) в ролята на Канди – Първоначално гадже на Чарли, а по-късно и 2-ра съпруга на Алън за кратко време, Канди е млада, сексапилна и не особено интелигентна. След като зарязва Алън, тя става актриса. Въпреки развитието на нейната героиня сценаристите решават да я задържат в сериала и тя продължава да се появява и в следващи сезони. В последния епизод Канди вече е просперирала и известна личност.
- Амбър Тамблин (сезони 11 – 12) в ролята на Дженифър „Джени“ Харпър (озвучава се от Йорданка Илова) – хомосексуалната дъщеря на Чарли, за която никой не е подозирал, че съществува. Тя напълно прилича на Чарли. Пристрастена е към хазарта, пиенето дори и към секса с непознати жени. Също като Алън се намества в къщата на Уолдън и остава там, докато си намира квартира. Мечтата ѝ е да бъде актриса.
- Едан Александър (сезон 12) като Луис, шестгодишно момче, което Уолдън осиновява.
- Джейн Линч  (сезони 1, 3 – 9, 11) в ролята на саркастичната д-р Линда Фрийман, първоначално детски психолог на Джейк, а по-късно редовен психиатър на Чарли, който по-късно лекува и Алън и Уолдън.

## Скандали

### Чарли Шийн
На 28 януари 2011 г. американската мрежа CBS обявява прекратяването на производството на популярния телевизионен сериал „Двама мъже и половина“. Причината са изявленията, поведението и състоянието на изпълнителя на една от главните роли в ситкома – Чарли Шийн, според BBC.
Снимките за проекта са преустановени през януари 2011 г., когато Шийн е приет в болницата с болки в стомаха. По-късно е разкрито, че актьорът е бил хоспитализиран след парти в дома му, продължило 36 часа. Веднага след болницата актьорът отива в рехабилитационен център. Преди това той е осъден на месец затвор и лечение в рехабилитационен център заради проблеми с алкохола и наркотиците.
Според плана Шийн трябва да се върне на снимачната площадка на 24 февруари същата година, но ден преди това актьорът дава интервю, в което обидно обвинява продуцента на телевизионното предаване Чък Лори, че не си върши работата добре. Няколко часа след пускането на записа, CBS и Warner Bros Television обявяват, че производството на сериала няма да бъде възобновено тази година. Така в осмия сезон на ситкома ще има само 16 епизода вместо планираните 24. Освен това става известно, че компаниите са решили да не плащат на Шийн за вече заснетите кадри, а актьорът ще загуби около 1,2 милиона долара.
По-късно ръководството на американската телевизионна и радиомрежа CBS обявява, че е решено да „прости“ на Чарли Шийн и да го върне на снимките на сериала „Двама мъже и половина“. Warner Brothers отстраняват актьора Чарли Шийн от снимките заради злоупотреба с наркотици. През седмицата представители на администрацията на компанията се съмняват дали трябва да се предприемат такива драстични мерки, тъй като проектът е един от най-печелившите за тях в момента, но според тях „самият Шийн не им е оставил избор“. След като научава за решението на компанията, Шийн се опитва да остане абсолютно невъзмутим: „Е, това е много добра новина! В крайна сметка няма да се налага да нося тези глупави ризи!“
На 16 септември 2011 г. Шийн признава, че е готов да се върне в шоуто като гост актьор.
Ащън Къчър заменя Шийн в девети сезон.

### Ангъс Джоунс
През ноември 2012 г. в YouTube се появява видео интервю с Ангъс Джоунс, в което той нарича шоуто „мръсотия“ и част от дизайна на Сатана, призовавайки зрителите да не го гледат: „Ако гледате Двама мъже и половина, моля, спрете. Работя по това шоу, но не искам да бъда част от него. Не пълнете главата си с мръсотия.“ Видеото е записано за християнската група Forerunner Chronicles, чиито услуги посещава Джоунс.

## В България
В България започва излъчване по bTV на 1 август 2004 г. Четвърти сезон започва през лятото на 2008 г. На 3 юли 2009 г. започва пети сезон, всеки петък от 20:00 ч. За последно е излъчен епизодът на 4 септември и сезонът е временно спрян, като продължава на 15 ноември, всяка неделя от 14:40 или 14:50 ч. През 2010 г. започва шести сезон с разписание всяка неделя от 12:30 и 16:00 ч. На 2 октомври 2011 г. започва седми сезон, всяка неделя от 12:30, събота от 16:00 и всеки делник от 16:30 и повторение от 23:30 ч. Сезонът завършва на 4 май 2012 г. На 7 май 2012 г. започва осми сезон с разписание всеки делник от 23:30 и завършва на 30 май. На 14 юни 2013 г. започва девети сезон, всеки петък от 20:00 ч. На 6 септември тринадесети епизод от сезона е излъчен по изключение от 22:30 ч. На 13 септември за последно е излъчен четиринадесети епизод, след което девети сезон е временно спрян. На 16 декември започва отново девети сезон с разписание всеки делник от 23:30, като на 27 декември се излъчва за последно десети епизод, след което сезонът е отново спрян. На 17 февруари 2014 г. девети сезон продължава да се излъчва от единадесети епизод отново с разписание всеки делник от 23:30, като за последно се излъчи двадесети епизод на 28 февруари, след което сезонът отново е спрян. През 2015 г. се доизлъчва девети сезон до края с разписание всяка събота от 07:30 до 08:30. На 6 февруари 2016 г. започва единадесети сезон, всяка събота от 07:30. На 12 ноември започва дванадесети сезон, всяка събота и неделя от 07:00 по два епизода.
Повторенията на сериала се излъчват по Fox Life. На 5 октомври 2009 г. започва пети сезон, всеки понеделник от 21:00 ч. по два епизода един след друг. На 5 април 2010 г. започват премиерите на шести сезон, всеки понеделник от 21:55 ч. по два епизода наведнъж. На 12 септември 2011 г. започва премиерно седми сезон, всеки понеделник от 21:55 ч. по два епизода и завършва на 21 ноември. На 22 октомври започват повторения на седми сезон, който все още не се е излъчил докрай, всяка събота и неделя от 11:55 по шест епизода и завършва на 30 октомври, изпреварвайки премиерите в понеделник.
На 4 декември 2008 г. започват и повторенията по GTV с разписание всеки делничен ден от 19:30 ч. по два епизода и с повторение от 12:30 ч. На 31 август 2009 г. започва повторно излъчване на първи сезон, всеки делник от 19:00 ч. с повторение от 15:00 ч., след което на 16 септември започва и втори сезон. На 25 септември се излъчват три епизода, а на 30 септември сезонът завършва също с три епизода.
На 15 октомври 2012 г. започва излъчване на седми сезон по Fox, всеки понеделник от 21:00 ч. по два епизода. На 7 януари 2013 г. започва осми сезон. На 1 октомври 2013 започва девети сезон с разписание от понеделник до четвъртък от 22:40 ч., като от 5 ноември започват да се излъчват премиерни епизоди от девети сезон. На 26 август 2014 г. започва премиерно десети сезон, всеки делник от 22:50.
От шести, седми и от десети сезон дублажът е на студио Доли. Ролите се озвучават от Йорданка Илова, Албена Павлова (в първи сезон), Петя Миладинова (от втори до дванадесети сезон), Стефан Димитриев (в първи сезон), Владимир Пенев (от втори до осми сезон), Мартин Герасков (от осми до дванадесети сезон), Даниел Цочев (от девети до дванадесети сезон) и Илиян Пенев.